# Logiciel de présentation

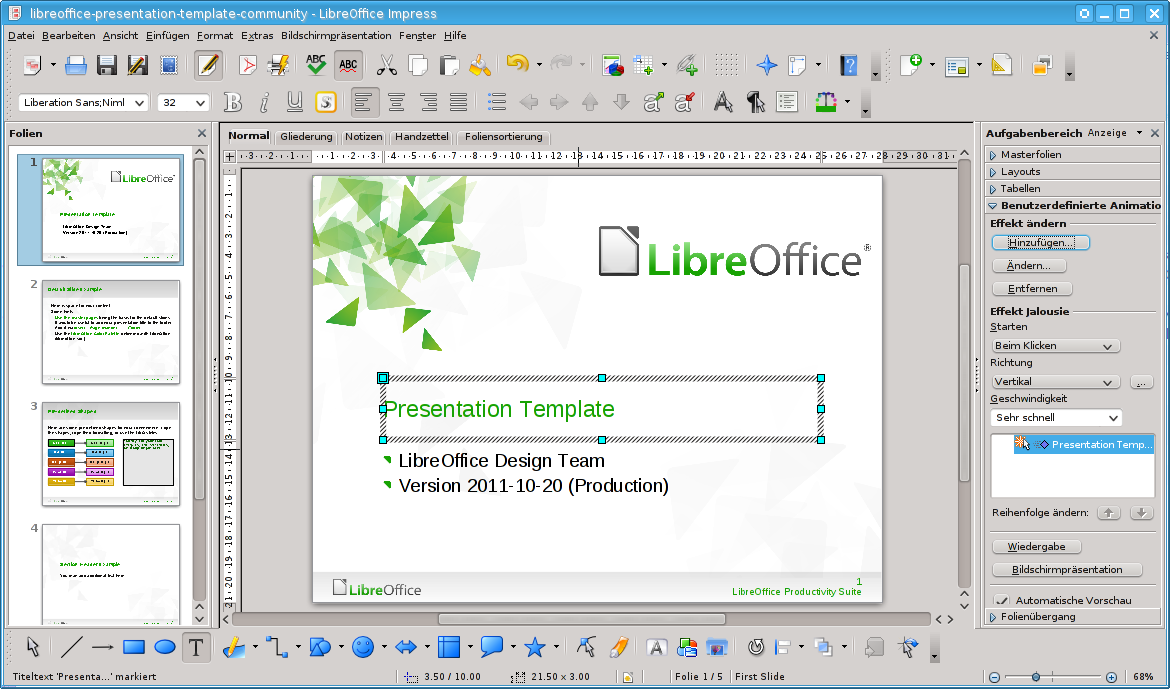
Un aperçu de LibreOffice Impress

Un logiciel de présentation (comprendre présentation assistée par ordinateur) est un logiciel qui permet des présentations vidéo destinées à informer un public.
Le diaporama est le type de présentation le plus utilisé en défilant des images pour assister une allocution par exemple. Le logiciel de présentation permet donc de bâtir ces « diapositives » efficacement. La plupart d’entre eux fonctionnent avec des gabarits de départ qui peuvent être utilisés comme base pour être ensuite personnalisés. Ce principe permet donc d’économiser du temps de mise en page et de gagner en efficacité.
Avec l'arrivée du Web 2.0 ainsi que des solutions de type SaaS, il est possible de faire des présentations directement depuis un navigateur Web avec comme exemple le S5 d'Éric Meyer.
Les logiciels de présentation sont très utilisés dans les colloques et conférences, ils permettent aux conférenciers de projeter sur grand écran le plan de leur intervention, ce qui en simplifie la compréhension et la lisibilité pour les auditeurs. On constate que nombre de formateurs utilisent des présentations pour leurs stages. Les logiciels de présentation sont également très utilisés dans le monde de l'entreprise (ex : formation professionnelle). Il en est de même lors des cours magistraux en amphithéâtre à l'université.

## Utilité
Des études scientifiques[réf. nécessaire] ont révélé que le contenu d'un discours est retenu à 10 % en moyenne par un auditoire, mais à plus de 60 % s'il est appuyé par des images.

## Exemples de logiciels
| Application                  | Gratuit | Logiciel libre | Environnement                                                   | Commentaire |
| ---------------------------- | ------- | -------------- | --------------------------------------------------------------- | --- |
| Apache OpenOffice Impress    | Oui     | Oui            | Linux, Mac OS X et Microsoft Windows                            | Successeur d'OpenOffice.org Impress et StarOffice Impress                                                                                                |
| AppleWorks                   | Non     | Non            | Mac OS et Microsoft Windows                                     | Successeur de ClarisWorks |
| Beamer                       | Oui     | Oui            | Linux, Mac OS X et Microsoft Windows                            | En réalité une classe de LaTeX |
| IBM Lotus Notes              | Non     | Non            | Linux, Mac OS X et Microsoft Windows                            | |
| IBM Lotus Symphony           | Oui     | Non            | Linux, Mac OS X et Microsoft Windows                            | |
| Keynote                      | Oui     | Non            | Mac OS X, iOS et iPadOS                                         | Inclus dans iWork jusqu'au 23 Octobre 2013, puis gratuit à partir de la version 6.0 (macOS) et 2.0 (iOS), puis sur iPadOS à partir du 24 Septembre 2019. |
| LibreOffice Impress          | Oui     | Oui            | Linux, Mac OS X et Microsoft Windows                            | Inclus dans LibreOffice |
| Lotus Freelance (en)         | Non     | Non            | Microsoft Windows                                               | Inclus dans Lotus SmartSuite |
| MagicPoint (en)              | Oui     | Oui            | X11                                                             | |
| Microsoft PowerPoint         | Non     | Non            | Mac OS X et Microsoft Windows                                   | Inclus dans Microsoft Office |
| NeoOffice Impress            | Oui     | Oui            | Mac OS X                                                        | |
| Prélude                      | Oui     | Non            | Microsoft Windows                                               | Inclus dans Labography |
| Corel Presentations (en)     | Non     | Non            | Microsoft Windows                                               | Inclus dans WordPerfect Office |
| Showcase (en)                | Oui     | Oui            | Linux                                                           | Successeur de KPresenter, inclus dans KOffice.Abandonné, Cf. Calligra Suite.                                                                             |
| SoftMaker Presentations (en) | Non     | Non            | Linux, Microsoft Windows, Windows Mobile, Windows CE et Android | Inclus dans SoftMaker Office (en) |
| Sozi                         | Oui     | Oui            | Linux, Mac OS X et Microsoft Windows                            | Présentations de SVG dynamiques, précédemment un plugin d'Inkscape.                                                                                      |
| Calligra Stage (en)          | Oui     | Oui            | Linux                                                           | Inclus dans Calligra Suite |
| Strut                        | Oui     | Oui            | Linux, Mac OS X et Microsoft Windows                            | Fonctionne via navigateur web. Était notamment connu pour l'ancienne instance de Framasoft : Framaslides.                                                |